# Partit Democràtic (Mongòlia)
El Partit Democràtic (Ардчилсан Нам, Ardchilsan Nam; abreujat PD) és un partit polític mongol de centre-dreta.

## Resultats electorals

### Eleccions alGran Jural de l'Estat
| Any  | Candidat                 | Vots    | %     | Diputats | +/- |
| ---- | ------------------------ | ------- | ----- | -------- | --- |
| 1992 | Tsakhiagiin Elbegdorj    | 528.393 | 17,5  | 4 / 76   | Nou |
| 1996 | Tsakhiagiin Elbegdorj    | 475.267 | 47    | 50 / 76  | 46  |
| 2000 | Rinchinnyamyn Amarjargal | 133.890 | 13,4  | 1 / 76   | 49  |
| 2004 | Tsakhiagiin Elbegdorj    | 474.977 | 44,27 | 34 / 76  | 33  |
| 2008 | Tsakhiagiin Elbegdorj    | 701.641 | 40,43 | 28 / 76  | 8   |
| 2012 | Norovyn Altankhuyag      | 399.194 | 44,73 | 34 / 76  | 7   |
| 2016 | Zandaakhüügiin Enkhbold  | 467.191 | 33,14 | 9 / 76   | 25  |
| 2020 | Sodnomzundui Erdene      | 978,890 | 24.5  | 11 / 76  | 2   |

### Eleccions presidencials
| Any  | Candidat                      | Vots    | %           | Resultat |
| ---- | ----------------------------- | ------- | ----------- | -------- |
| 2001 | Radnaasümbereliin Gonchigdorj | 365,363 | 37,2 / 100  | Derrota  |
| 2005 | Mendsaikhany Enkhsaikhan      | 184,743 | 20,2 / 100  | Derrota  |
| 2009 | Tsakhiagiin Elbegdorj         | 562,718 | 51,21 / 100 | Electe   |
| 2013 | Tsakhiagiin Elbegdorj         | 622,794 | 50,23 / 100 | Electe   |
| 2017 | Khaltmaagiin Battulga         | 611,226 | 50,61 / 100 | Electe   |
| 2021 | Sodnomzundui Erdene           | 72,394  | 6,38 / 100  | Derrota  |